# Vân tần
Vân tần Vũ Giai thị (chữ Hán: 云嫔武佳氏, ? - 1855), là một phi tần của Thanh Văn Tông Hàm Phong Đế.

## Tiểu sử
Vân tần mang họ Vũ Giai thị, Chính Hoàng kỳ Bao y xuất thân, con gái của Tá lĩnh Vũ Đức (武德). Tằng tổ phụ của bà là Đô Cẩn (都僅), làm nghề thợ mộc. Có thể nói Vũ Giai thị xuất thân cực kỳ bình thường, nếu không muốn nói là có phần hơi thấp kém do có gốc gác Bao y.
Năm Đạo Quang thứ 29 (1849), Vũ Giai thị đã bắt đầu xuất hiện với ghi chép: [" Hoàng tứ tử hạ nữ"]. Với xuất thân Bao y, bà không thể tham gia Bát kỳ tuyển tú, nhưng rất có thể bà đã trải qua Nội vụ phủ Bao y tuyển tú, trở thành Quan nữ tử mà được Hoàng tứ tử Dịch Trữ (tức Hàm Phong Đế sau này) sủng hạnh. Nhiều tư liệu ghi rằng Đạo Quang Đế đã trực tiếp chỉ định bà vào hầu hạ Hoàng tứ tử. Lúc này, Vũ Giai thị trở thành một thị thiếp chính thức của Hàm Phong Đế và có địa vị như một Trắc Phúc tấn không chính thống. Cha bà được hưởng nhiều đãi ngộ, tiến tới chức Lãnh thôi Quản lĩnh, có thể nói Đạo Quang Đế hậu đãi gia đình bà và đãi ngộ bà theo phân vị Trắc Phúc tấn thực sự, dù lúc ấy bà chỉ là một Cách cách bình thường. Thê thiếp tiềm để của Hàm Phong Đế thực không có nhiều, ngoài Hiếu Đức Hiển Hoàng hậu Tát Khắc Đặc thị thì chỉ có Vũ Giai thị được ghi chép lại, nên bà không chính thức mà được hưởng như một Trắc Phúc tấn cũng là điều dễ hiểu.
Năm Đạo Quang 30 (1850), ngày 25 tháng 2, buổi trưa, Đạo Quang Đế băng hà. Ngày 9 tháng 3, Hoàng thái tử Dịch Trữ lên ngôi, sử gọi [Hàm Phong Đế]. Đích phi Tát Khắc Đặc thị truy phong Hoàng hậu, Cách cách Vũ Giai thị được sơ phong Vân Quý nhân (云貴人). Năm Hàm Phong thứ 2 (1852), ngày 15 tháng 3, có ghi chép [Đạo Quang Đế Đồng tần thưởng cấp cho Vân Quý nhân"], có thể thấy Vũ Giai thị rất được lòng các phi tần tiền triều. Trong khoảng thời gian này, Vũ Giai thị ngụ ở Chung Túy cung, nhưng sau khi Trinh tần Nữu Hỗ Lộc thị nhập cung ở tại đây, thông thường có thể ở cùng, nhưng Hàm Phong Đế đã đặc cách chuyển bà đến Thừa Càn cung mà chuyên trú một mình.
Năm Hàm Phong thứ 2 (1852), ngày 18 tháng 4, Kính Sự phòng đã truyền chỉ dụ: [Vân Quý nhân phong vị Tần]. Ngày 19 tháng 4, chính thức chiếu phong Quý nhân Vũ Giai thị là Vân tần (云嫔). Căn cứ Thanh cung Kính Sự phòng đương án (清宮敬事房檔案的記載), Hàm Phong Đế mệnh Thường Lộc tuyên chỉ cho Thẩm Chân Lân họa lại dung mạo của Vân tần, trình bày trên giấy Như Ý.
Sách văn rằng:
| “                              | 册文曰。朕惟应四星而作辅。坤仪懋协。赞之休。率九御以承恩。巽命荷重申之锡。爰稽彝典。载沛温纶。咨尔云贵人。赋质金贞。秉心玉粹。在青宫而奉帨。早著庄姝。侍紫极而申绨。弥昭恪婉。兹册封尔为云嫔。尔其荣膺象服。益彰褕翟之辉。虔迓鸿厘。用佐睢麟之化。钦哉。 Trẫm duy ưng tứ tinh nhi tá phụ. Khôn nghi mậu hiệp. Tán chi hưu. Suất cửu ngự dĩ thừa ân. Tốn mệnh hạ trọng thân chi tích. Viên kê di điển. Tại bái uẩn quan. Tư nhĩ Vân Quý nhân. Phú chất kim trinh. Bỉnh tâm túc toái. Tại thanh cung nhi phụng thuế. Tảo trứ trang xu. Thị tử cấp nhi thân đề. Di chiêu khác uyển. Tư sách phong nhĩ vi Vân tần. Nhĩ cơ vinh ưng tương phục. Ích trương du trạch chi huân. Kiền nhạ hồng hi. Dụng tá thư lân chi hoa. Khâm tai. | ” |
| — Sách văn Vân tần Vũ Giai thị | |   |

Năm Hàm Phong thứ 5 (1855), ngày 4 tháng 1, Vân tần Vũ Giai thị hoăng thệ, kim quan tạm an tại Tĩnh An Trang. Năm Đồng Trị thứ 4 (1865), ngày 25 tháng 9, kim quan của Vân tần nhập táng Phi viên tẩm của Định lăng.